# Wola Romanowa
Wola Romanowa (Romanowa Wola) – wieś w Polsce, położona w województwie podkarpackim, w powiecie bieszczadzkim, w gminie Ustrzyki Dolne.
Wierni kościoła rzymskokatolickiego należą do parafii Matki Bożej Różańcowej w Wańkowej..

## Właściciele
W połowie XIX wieku właścicielami posiadłości tabularnej w Romanowej Woli byli Antoni Załęski, Wisłoccy i Schmidt.
W 1896 dobra Wola Romanowa nabył Józef Rajterowski z Berehów Górnych od Majera Wołoskiego z Wańkowej.